# 白忠华
白忠华（1970年—），青海乐都人，回族，中华人民共和国政治人物、第十二届全国人民代表大会甘肃地区代表。
毕业于兰州师范学校幼师。2013年，担任全国人大代表。